# 列夫·麦赫利斯
列夫·扎哈洛维奇·麦赫利斯（俄语：Лев Захарович Мехлис，1889年1月13日—1953年2月13日），苏联政治人物。

## 生平
麦赫利斯生于敖德萨，在犹太商业学校读到六年级。1904-1911年，他是学校教师。1907-1910年他是锡安工人党的成员。1911年，麦赫利斯参军，作为炮兵参加一战。1918年，麦赫利斯加入苏联共产党，直到1920年，都担任政委工作。1922-1926年他实际上是斯大林的私人秘书。1926到1930年，麦赫利斯在红色教授学院学习。1930年起，他担任曾任联共（布）党中央出版局局长兼《真理报》编委，后担任《真理报》主编，担任《真理报》编辑期间，麦赫利斯提拔了赫鲁晓夫和长于引用马列著作的米哈伊尔·安德列耶维奇·苏斯洛夫。1937年到1940年, 麦赫利斯担任副国防人民委员，红军总政治部主任。1939年当选为苏共中央委员。1940-1941年任监察人民委员。
1941年6月，麦赫利斯重新担任总政治部主任，副国防人民委员，曾在西方面军与司令员铁木辛哥产生矛盾。1942年他作为最高统帅部大本营代表派往克里米亚前线，不久和方面军司令员德米特里·科兹洛夫产生矛盾，并利用权力撤换了一批干部，比如时任方面军参谋长的费奥多尔·伊万诺维奇·托尔布欣，这种内部矛盾造成了指挥系统混乱。1942年5月8日，在曼施坦因即将发动进攻之前，麦赫利斯还给斯大林打电话抱怨科兹洛夫，斯大林则打电报给麦赫利斯，批评他的消极态度。刻赤战役失败后，麦赫利斯和科兹洛夫均因未能组织好克里米亚前线的防御被撤职降级。麦赫利斯被降为军级政委，任第六集团军和布良斯克方面军、西方面军和波罗的海第二方面军军事委员，和马基恩·波波夫产生矛盾，不久波波夫被调任列宁格勒方面军参谋长。1944 年获上将军衔。1944年8月5日至1945年7月31日麦赫利斯后任乌克兰第四方面军军事委员，又和方面军司令伊万·叶菲莫维奇·彼得罗夫产生矛盾，导致彼得罗夫因“训练与组织不力”的罪名，被解除职务。1945年5月提拔第18集团军政治部主任勃列日涅夫为方面军政治部主任。
战后1946年任国家监察部长。1949年夏有人报告斯大林，说柯西金当财政部长时国库中有一批黄金珠宝失窃。斯大林下令国家监察部长麦赫利斯进行核查。麦赫利斯手下的人并未发现任何违法破坏的事。麦赫利斯据实报告斯大林，这才让柯西金免遭打击。
1950年10月27日，麦赫利斯因严重的心脏病被免职，1953年2月13日突然去世。